# Мрозиньский, Марцин
Мартин Фитч (пол. Martin Fitch, настоящее имя Ма́рцин Мрози́нский, пол. Marcin Mroziński род. 26 сентября 1985, Иновроцлав, Польша) — польский певец, актёр и телеведущий.
Начал свою музыкальную карьеру в возрасте 8 лет. Принимал участие в ряде конкурсов детской песни в Польше, когда был ребёнком. В 1997 году выиграл Национальный конкурс французской песни в г. Радзеюве. Представлял Ирландию в рамках Международного фестиваля «Поющая Маска» и занял второе место. С 1998 года принимал участие в организации телевизионных шоу в Польше. Был одним из полуфиналистов в польской версии телепроекта Idol. После проекта выступал в двух мюзиклах: „Phantom Of The Opera” в роли Рауля де Шаньи и „Boyband” в роли Шона.

## Евровидение 2010
14 февраля 2010 года артист выиграл польский национальный отбор на Евровидение 2010, получив право представить Польшу в Осло с песней «Легенда» (польск. Legenda) на английском и польском языках. 25 мая 2010 года певец выступил в первом полуфинале и занял 13-е место, не попав в финал конкурса.